# Tacciana Barysik
Tacciana Barysik (ur. 18 sierpnia 1977 w Mohylewie) – białoruska pisarka.

## Życiorys
Studiowała pedagogikę społeczną i metodologię wychowania przedszkolnego na Mohylewskim Uniwersytecie Państwowym im. Arkadzia Kulaszoua. Studia ukończyła w 1999 roku. Podczas studiów wygrała wydziałowy konkurs na Najlepszego przyszłego nauczyciela roku. W latach 1999–2000 pracowała jako pedagog w szkole we wsi Lenin. Z powodów finansowych przestała pracować w zawodzie podejmując pracę jako operator w oczyszczalni ścieków. Wybrała tę pracę, ponieważ jest ona dość dobrze płatna. Samotnie wychowuje córkę Michalinę. Jest członkiem Związku Pisarzy Białorusi. W 2003 roku wydała zbiorek wierszy Harknu u bliskuczy maciuhalnik.
W 2015 roku debiutowała w czwartym konkursie o Nagrodę Literacką imienia Jerzego Giedroycia i zajęła II miejsce. Otrzymała nagrodę za tłumaczenie zbioru opowiadań Kobieta i lampart na język polski lub stypendium twórcze do Visby w Szwecji. W 2017 roku Związek Pisarzy Białorusi przyznał jej stypendium imienia Magdaleny Radziwiłowej. Jest ono przyznawane raz w roku kobietom i tłumaczkom i ma wspierać ich twórczość. W listopadzie 2020 roku podpisała list otwarty pisarzy Chopić hwałtu, prymicie wolu naroda! (Dość przemocy, zaakceptuj wolę ludu!).